# Kibatalia blancoi
Kibatalia blancoi är en oleanderväxtart som först beskrevs av Robert Allen Rolfe och Otto Stapf, och fick sitt nu gällande namn av Elmer Drew Merrill. Kibatalia blancoi ingår i släktet Kibatalia och familjen oleanderväxter. Inga underarter finns listade i Catalogue of Life.